# Edi Hrnic
Edi Hrnic (født 26. december 2003) er en dansk taekwondo-udøver i 80-kiloklassen.

## Baggrund
Edi Hrnics forældre er fra Bosnien. Hans far havde dyrket basketball på højt niveau, men stoppede da han kom til Danmark som 18-årig.
Edi Hrnics voksede op i Brøndbyvester.

## Sportskarriere
Som blot 18-årig vandt Hrnic sølvmedaljen i 2022 ved europamesterskabet i Manchester. Det var da den første danske EM-medalje i 12 år. 
Året efter i 2023 fik han guld i 80-kiloklassen ved de Europæiske Lege.
Samme år blev Hrnic nomineret til Bestsellers Olympiske Håb.
Han repræsenterede Danmark ved Sommer-OL 2024 i Paris, hvor han vandt en bronzemedalje.